# 旅歌ダイアリー
『旅歌ダイアリー』（たびうたダイアリー）は、日本のシンガーソングライター・ナオト・インティライミが2013年9月25日にユニバーサルシグマから発売した1枚目のコンピレーションアルバムである。

## 内容
前作『Nice catch the moment!』から約4ヶ月ぶりのアルバムだが、今作は5枚目のオリジナルアルバムではなく、旅のコンセプトアルバムと題された「番外編」的な位置づけとなっている。
長年世界を旅してきたナオトが描いていた構想を、ドキュメンタリー映画『ナオト・インティライミ冒険記 旅歌ダイアリー』の公開決定にあやかり、映画のために書き下ろされたサウンドトラック含む、世界中の音楽にインスパイアされ制作された旅歌集。
なお、今作のエグゼクティブプロデューサーは小林武史が務めている。

## 収録曲
1. Tiya [4:09]
  - 作曲 : ナオト・インティライミ / 編曲 : 大久保薫、ナオト・インティライミ

映画「旅歌ダイアリー」サウンドトラック。タイトルの読みはティヤで、アフリカのエチオピアにあるティヤの石碑群がモチーフになっている。また楽曲内にはティヤの村で歌ってくれた子供たちの声も収録されている。
2. Trinidad style [1:58]
  - 作曲編曲 : ナオト・インティライミ

映画「旅歌ダイアリー」サウンドトラック。トリニダード・トバゴから帰国してすぐにレコーディングされた。なお、楽曲内にトリニダード・トバゴ発祥のスティールパンが使用されている。
3. El Corazon [2:39]
  - 作曲 : ナオト・インティライミ / 編曲 : ミトカツユキ

映画「旅歌ダイアリー」のコロンビアのワンシーンで生まれた楽曲。タイトルの読みはエル・コラソン。「ガイラ」というライブレストランで歌った日、その興奮冷めやらぬうちにレストランの外で何も考えず歌ったら完成していたとのこと。ナオト曰く「曲が生まれる貴重なシーン」。
4. Catch the moment (piano ver.) [1:03]
  - 作曲編曲 : ナオト・インティライミ

映画「旅歌ダイアリー」サウンドトラックで、同映画主題歌のピアノバージョン。
5. 声をきかせて (piano ver.) [3:29]
  - 作曲編曲 : ナオト・インティライミ

映画「旅歌ダイアリー」サウンドトラック。『Nice catch the moment!』に収録されている同名曲のピアノバージョンにして原型となった曲。
6. Bamboo jam step [2:40]
  - 作曲 : ナオト・インティライミ / 編曲 : ナオト・インティライミ、大久保薫

映画「旅歌ダイアリー」サウンドトラック。エチオピアから帰国後、パーカッションをオーバー・ダビングしたトラックに、トリニダード・トバゴのカーニバルでの「竹」のセッションを加えた楽曲。
7. RUN RUN RUN [2:38]
  - 作曲 : ナオト・インティライミ / 編曲 : 大久保薫、ナオト・インティライミ

映画「旅歌ダイアリー」サウンドトラック。エチオピアのアディスアベバでのサッカーのシーンと、コロンビアのアンドレスとの再会のシーンで使用されている。ラテンのリズムにピアノのリフを加えて制作された。
8. El Corazon (swing ver.) [2:00]
  - 作曲 : ナオト・インティライミ / 編曲 : ミトカツユキ

今作の3曲目「El Corazon」のジャズアレンジバージョン。
9. una salsa [3:07]
  - 作詞作曲編曲 : ナオト・インティライミ

2004年にマイアミで収録された楽曲で、タイトルの読みはウナ・サルサ。世界一周の旅の途中、体感していた現地の音楽をすぐ形にしたくなり、マイアミのミュージシャンたちと制作された。サルサとファンクとレゲエの要素を複合している。なお、今作収録にあたりボーカルのみ再録、オーバー・ダビングされている。
10. La cancion de un hombre enamorado [2:59]
  - 作詞作曲 : ナオト・インティライミ / 編曲 : ナオト・インティライミ、フリオ・ナヴァ / スペイン語訳 : Raymi Shinoda

2004年にコロンビアのボゴタで収録された楽曲で、タイトルの読みはラ・カンスィオン・デ・ウン・オンブレ・エナモラド。世界一周の旅の途中、現地の音楽をすぐ形にしたくなり、ボゴタのミュージシャンたちと制作された。原曲はなおと名義で発売されたアルバム『Funk Renaissance』収録の「宇宙一お前を好きな男の歌」で、その楽曲をペルー・クスコで知り合ったペルー人の友達にスペイン後で訳してもらったもの。なお、今作収録にあたりボーカルのみ再録、オーバー・ダビングされている。
11. セカイ・YO・オドレ featuring 石井竜也 [3:54]
  - 作詞作曲 : 石井竜也、ナオト・インティライミ / 編曲 : ナオト・インティライミ

2006年、石井達也がパーソナリティを務めていたFM TOKYOのASAHI SUPER DRY MUSIC ALIVE内で企画ユニット「アジアン・シンピ」として制作、収録された楽曲。ナオトの旅の話を石井が歌詞にし、ナオトがメロディーとアレンジをした。タイトルは、ナオトの世界一周の旅日記本「世界よ踊れ」から取られている。
12. Catch the moment (acoustic guitar ver.) [0:52]
  - 作曲編曲 : ナオト・インティライミ

映画「旅歌ダイアリー」サウンドトラックで、同映画主題歌のアコースティックギター弾き語りバージョン。エチオピアのハマル族とのシーンにて、ピアノバージョンの雰囲気が合わないからアコースティックギターバージョンも撮ってほしいと監督の石田雄介の発案により制作された。なお、この楽曲で使用されたアコースティックギターはコロンビアで購入したサイレントギターである。
13. 今のキミを忘れない 〜トゥルミの崖にて (エチオピア)〜 [2:48]
  - 作詞作曲編曲 : ナオト・インティライミ

映画「旅歌ダイアリー」サウンドトラック。同映画内でエチオピアのトゥルミの崖にて、なんとなくウクレレギターを弾いて歌ったテイクそのままで収録されている。
14. Rimbah-e-he [1:54]
  - 作曲編曲 : ナオト・インティライミ

映画「旅歌ダイアリー」サウンドトラックで、タイトルの読みはリンバ・エ・へ。前曲同様、トゥルミの崖にてなんとなく弾いたテイクそのままで収録されている。
15. N.I.R. [0:16]
2004年、ペルー・チュルカーナスの子どもたちの声を収録したもの。
16. African dream [5:33]
  - 作詞作曲編曲 : ナオト・インティライミ

2006年にアフリカのサバンナをイメージして制作、収録された楽曲。ほぼセッション状態でレコーディングされた。
17. Salam Denane(サラム・デナネ) [3:32]
  - 作詞作曲編曲 : ナオト・インティライミ

映画「旅歌ダイアリー」サウンドトラック。タイトルの読みはサラム・デナネで、「元気？」という意味があるエチオピアの公用語のアムハラ語。エチオピアのハマル族の村からアディスアベバに戻る移動の車の中で浮かんだ楽曲。
18. Catch the moment (live ver.) [5:31]
  - 作詞作曲編曲 : ナオト・インティライミ

映画「旅歌ダイアリー」主題歌で、『ナオト・インティライミ LIVE キャラバン 2013@HALL Nice catch the moment!』の大宮ソニックシティ公演でのライブテイク。

## 参加ミュージシャン
Trinidad style
- オール・インストゥルメンツ : ナオト・インティライミ
- スティールパン : Michael ‘Manish’ Robinson

El Corazon
- ドラム : 波田野哲也
- ベース : 海老沼崇史
- アコースティックギター : 木島靖夫
- ピアノ : 宮崎裕介
- パーカッション : 富村唯

Catch the moment (piano ver.)
- ピアノ : ナオト・インティライミ

声をきかせて (piano ver.)
- プログラミング、ピアノ : ナオト・インティライミ
- ヴァイオリン : 真部裕

Bamboo jam step
- パーカッション : ナオト・インティライミ他

El Corazon (swing ver.)
- ドラム : 波田野哲也
- ベース : 海老沼崇史
- エレクトリックギター : 木島靖夫
- ピアノ : 宮崎裕介
- パーカッション : 富村唯

una salsa
- ミュージシャン : アミーゴ de マイアミ
- ラップ : Amin
- コーラス : Heartbeat,ミトカツユキ
- サウンドトリートメント : 大久保薫

La cancion de un hombre enamorado
- アコーディオン : モノ・コーテス
- コーラス : ナオト・インティライミ,フリオ・ナヴァ
- サウンドトリートメント : 大久保薫

セカイ・YO・オドレ featuring 石井達也
- サウンドトリートメント : 大久保薫

Catch the moment (acoustic guitar ver.)
- アコースティックギター : ナオト・インティライミ

今のキミを忘れない 〜トゥルミの崖にて (エチオピア)〜
- ウクレレギター : ナオト・インティライミ

Rimbah-e-he
- パーカッション : 富村唯
- ウクレレギター : ナオト・インティライミ

African dream
- ドラム : 大多和正樹
- ガットギター、ムビラ : ナオト・インティライミ
- パーカッション : 駒澤レオ
- サウンドトリートメント : 大久保薫

Salam Denane
- オール・インストゥルメンツ : ナオト・インティライミ
- スティールパン : Michael ‘Manish’ Robinson

Catch the moment (live ver.)
- パーカッション : 波田野哲也
- ウッドベース : 鈴木渉
- ラップスティール : 木島靖夫
- アコーディオン : ミトカツユキ
- ウクレレギター : ナオト・インティライミ